# 瓦洛彭领主

19世纪，瓦洛彭领主统治区在蒂多雷苏丹国的位置

瓦洛彭领主是印度尼西亚西巴布亚瓦洛彭县历史上的统治者的称号。瓦洛彭领主是蒂多雷苏丹国的附庸，其职责是管理瓦洛彭地区，并向瓦洛彭人征收贡品，然后将这些贡品上交给居住于摩鹿加群岛的蒂多雷苏丹.。